# Rádio Bandeirantes Campinas
A Rádio Bandeirantes de Campinas é uma estação de rádio brasileira do município de Campinas, São Paulo. Opera na frequência de 85,7 MHz na banda estendida do FM. Além de transmitir os programas da Rede Bandeirantes de Rádio, opera programação própria e faz a transmissão dos jogos de futebol dos times locais como da Ponte Preta e do Guarani.

## História
Foi inaugurada no dia 23 de novembro de 1933 com o prefixo PRC 9 - Sociedade Rádio Educadora de Campinas (Ou simplesmente, Rádio Educadora). Foi para as mãos de João Jorge Saad em 1959. Em 2003 passou a ter o nome Rádio Bandeirantes. Em 15 de dezembro de 2021, a emissora estreou em 85.7 no eFM, passando à transmissão exclusiva no FM estendido em 8 de dezembro de 2023.